# 八路军总政治部宣传部旧址
八路军总政治部宣传部旧址，位于山西省长治市潞州区西白兔镇中村，是一处山西省文物保护单位。
2011年，中村八路军总政治部宣传部旧址公布为长治市郊区文物保护单位。2021年8月4日，八路军总政治部宣传部旧址公布为第六批山西省文物保护单位，年代为1938年，近现代重要史迹及代表性建筑类，编号6-317。